# Limnactinia nuda
Limnactinia nuda är en havsanemonart som beskrevs av Oscar Henrik Carlgren 1927. Limnactinia nuda ingår i släktet Limnactinia och familjen Limnactiniidae. Inga underarter finns listade i Catalogue of Life.